# Огонь, вода и… медные трубы
«Огонь, вода и… медные трубы» — советский полнометражный цветной художественный фильм-сказка, поставленный на Центральной киностудии детских и юношеских фильмов имени М. Горького в 1967 году режиссёром Александром Роу. Премьера состоялась 29 декабря 1968 года.

## Сюжет
Главный герой фильма, Вася, отправился в лес, чтобы жечь уголь. И там, на полянке, ему повстречалась красивая девица по имени Алёнушка, которая пасла свою козочку Белочку. Молодые люди влюбились друг в друга с первого взгляда, но на Алёнушку положил глаз колдун Кощей Бессмертный, который при этом помолодел с помощью присланных в дар волшебных яблок на собственной свадьбе и отказался от невесты — дочери ведьмы Бабы-Яги. Один из слуг Кощея, оборотень по прозвищу Чернобородый, похищает на глазах у угольщика Алёнушку, увезя её восвояси на тройке, и она становится пленницей в башне.
В поисках возлюбленной Вася в буквальном смысле проходит через огонь (спасает на пожаре дочь царя Федула VI), однако наотрез отказывается жениться на царевне. Затем он проходит через воду (попадает в морское царство, правитель которого ударился в смертельную тоску). Но труднее всего устоять перед «медными трубами» — перед сверкающим сиянием уготовленной приморским царём, который захотел женить Васю на своей дочери, славы. Однако, с помощью вовремя подоспевшей козочки, юноша справляется и с этим испытанием.
Встретив Бабу-Ягу с дочерью и узнав от них, как добраться до дворца Кощея, угольщик побеждает злодея, который перед этим успел превратить Алёнушку в лягушку за непокорность. Со смертью Кощея девушка расколдовывается, и влюблённые наконец воссоединяются.

## В главных ролях
- Наталья Седых — Алёнушка
- Алексей Катышев — Вася, угольщик
- Георгий Милляр — Кощей Бессмертный / глухой пожарный / Баба-Яга
- Вера Алтайская — дочь Бабы-Яги, невеста Кощея
- Лев Потёмкин — Чернобородый оборотень, 1-й слуга Кощея / толстый пожарный
- Александр Хвыля — Плешивый оборотень, 2-й слуга Кощея / 1-й чёрный мудрец
- Анатолий Кубацкий — Одноглазый оборотень, 3-й слуга Кощея
- Леонид Харитонов — царь Федул VI
- Муза Крепкогорская — царевна Софьюшка
- Алексей Смирнов — главный пожарный
- Павел Павленко — Морской царь
- Аркадий Цинман — советник Морского царя / 1-й белый мудрец
- Зоя Василькова — советница Морского царя
- Михаил Пуговкин — приморский царь
- Инга Будкевич — приморская царевна
- Лидия Королёва — приморская царица
- Анастасия Зуева — сказительница
- Галина Фролова — ведьма

## Съёмочная группа
- Авторы сценария: Михаил Вольпин, Николай Эрдман
- Текст песен Михаила Вольпина
- Режиссер — Александр Роу
- Художник-постановщик — Арсений Клопотовский
- Оператор — Дмитрий Суренский
- Композитор — Николай Будашкин